# NGC 4901
NGC 4901 este o liner situată în constelația Câinii de Vânătoare. A fost descoperită în 7 martie 1831 de către John Herschel. Se află la o distanță de 125,12 de megaparseci de Pământ.